# Matrimonio igualitario en Rhode Island
El matrimonio igualitario en el Estado de Rhode Island, fue aprobado con el respaldo de la Cámara de Representantes, el Senado y el gobernador Lincoln D. Chafee, convirtiéndose en el décimo estado en legalizarlo.
La ley fue aprobada por la Cámara de representantes en enero de 2013 por 51 a 19. En abril del mismo año el Senado dio el visto bueno 26 votos a favor y 12 en contra, pero al cambiar parte del texto, tuvo que ser votada de nuevo en la Cámara de representantes.
La votación final tuvo lugar el 2 de mayo de 2013, quedando la ley aprobada definitivamente. Ésta fue sancionada por el Gobernador de Rhode Island, Lincoln D. Chafee, nada más terminar la votación. La ley entró en vigor el 1 de agosto de 2013.
Con la aprobación en Rhode Island, el matrimonio entre personas del mismo sexo es legal en todos los estados de Nueva Inglaterra.